# MIRACLE DIVING
『MIRACLE DIVING』（ミラクル・ダイヴィング）はJUDY AND MARYの3枚目のオリジナル・アルバム。

## 解説
- ジャケット写真・ブックレットは、ラスベガスにて撮影されたもの。
- 五十嵐公太が作曲を手掛けた曲が初収録された（後述）。
- 初週に40万枚近くを売り上げ、最終的に100万枚に迫るセールスを記録した。
- CDとMDの2形態同時発売。日本では未発売となっているが、香港や台湾などのアジア諸国ではコンパクトカセット版でも発売されていた。

## 収録曲
特記以外作詞：YUKI
1. Miracle Night Diving (4:56)
作曲：TAKUYA
2. Over Drive (4:18)
作曲：TAKUYA
7thシングル曲。
3. KYOTO (5:05)
作詞・作曲：TAKUYA
TAKUYAの出身地である京都が幻想的に描かれ、歌詞には鴨川が登場する。
4. Little Miss Highway (4:58)
作曲：五十嵐公太
5. あなたは生きている (3:47)
作曲：恩田快人
6. ドキドキ (4:14)
作曲：恩田快人
8thシングル曲
7. ステレオ全開 (3:56)
作詞：Tack and yukky　作曲：TAKUYA
元サッカー日本代表の柳本啓成が、冒頭の「オフサイド〜」の掛け声で参加。
後に9thシングル「そばかす」のC/W曲としてシングルカットされた。
シングルでは上記の掛け声はカットされている。
8. Oh! Can Not Angel (4:30)
作曲：五十嵐公太
「おきゃんなエンジェル」と読む。
9. プラチナ (3:27)
作曲：恩田快人
甲本ヒロトと真島昌利がコーラス参加。
恩田とYUKIが大ファンであったことからオファーした。
10. アネモネの恋 (4:13)
作曲：恩田快人
11. 帰れない2人 (3:55)
作曲：恩田快人